# Call to action
Call to action (oproep tot actie), oftewel CtA, is een begrip dat gebruikt wordt in marketing om potentiële kopers na het ontvangen van een reclameboodschap tot een specifieke handeling over te halen, zoals het bestellen van het product, het bellen van een telefoonnummer of het downloaden van een white paper.
Het wordt onder andere gebruikt in mailings, televisiereclame, advertenties, en op websites. Call to action komt voor in woorden en beelden. Woorden als: bestel hier, doe het nu. Wanneer een prospect op de call to action ingaat, spreekt marketing van een conversie van de status van prospect naar de status van lead. Een Call tot action wordt voor directe verkoop, andere commerciële en niet-commerciële doelen ingezet.
Voorbeelden van niet directe verkoop en niet-commerciële doelen zijn:
- Neem ook deel aan onze actie
- Klik hier voor al onze medewerkers
- Schrijf u in voor onze nieuwsbrief
- Lees meer over dit advies
- Word nu lid van onze vereniging

Een Call to action bestaat uit een
- Korte krachtige tot actie aan zettende zin.
- Reden waarom er actie moet worden ondernomen (Voorverkoop, meer informatie)
- Een tijdsaanduiding (nu)
- Belofte dat er wat wordt verkregen

Een Call to Action wordt op een duidelijk zichtbare plek geplaatst. Bij een website zijn dat:
- De homepage
- De blogpagina
- Onderaan een blogartikel
- De bedankpagina
- De meest bezochte pagina’s